# Zimska salama
Zimska salama (mađarski: téliszalámi) vrsta je mađarske salame proizvedene prema stoljetnoj tradiciji. 
Izrađena od svinjskoga mesa sorte mangalica i začina (bijelog papra, pimenta i drugih), zimska salama odleži na hladnom zraku i postepeno se izlaže dimu. Tijekom suhoga postupka zrenja, na površini se formira poseban kalup od plemenite plijesni.
Zimska salama iz Segedina (mađ. Szegedi téliszalámi) stekla je oznaku izvornosti zemljopisnoga porijekla Europske unije 2007. godine, nakon čega je takvu oznaku izvornosti dobila i zimska salama iz Budimpešte (mađ. Budapesti téliszalámi), u 2009. godini. Mađarsko Ministarstvo poljoprivrede i ruralnog razvoja sastavilo je mnoge posebne propise o tome što se može nazvati zimskom salamom iz Segedina.
Tvornica Pick Szeged jedan je od najpoznatijih proizvođača ove vrste salame.